# Футсал
Футсал (или мали фудбал) је верзија фудбала која се игра у дворанама. Играју га две екипе од којих свака броји по пет играча, укључујући и голмана. Термин „футсал“ је скраћеница од португалских речи „futebol de salao“, односно шпанских „fútbol de sala“ које значе „фудбал у дворани“.
Правила су поједностављена; не постоји офсајд, лопта је тврђа и мања и слабије одскаче. Голмани имају посебне рукавице „без прстију“ да би имали више осећаја при бацању брзе лопте приликом контранапада.

## Популарност
Футсал је једини спорт који је ФИФА признала као фудбал у дворани.
Футсал треба разликовати од осталих врста фудбала у дворани, попут фудбала на терену окруженим зидовима или кејџбола. Термин „футсал“ као службени термин признали су ауторитети попут ФИФЕ.

## Правила
Битнија правила су:
- Игра се лоптом бр. 4, тешком између 400 и 440 g, а притисак јој мора бити између 0,4 и 0,6 атмосфера. Лопта бачена с висине од 2 m не сме скочити мање од 50 и више од 65 cm.
- Број играча се састоји од голмана и четворице играча на терену.
- На клупи могу седети још седморица и број измена је неограничен.
- Замене играча се врше на одговарајућој половини терена.
- На терену се налазе двоје судија.
- Играчи се могу казнити жутим картоном, искључењем на два минута и црвеним картоном.
- Важи правило „акумулираног прекршаја“, тј. у сваком полувремену након 5 прекршаја изводи се слободан ударац.
- Након 6 прекршаја екипа не сме постављати живи зид, а слободан ударац се изводи са 9 или 10 метара.
- Голман не сме дати лопту руком играчу који се налази унутар простора од шест метара око гола.
- Терен је за међународне утакмице су дугачки 38-42 m, а широк 20-25 m.
- Димензије гола су 3x2
- Игра се 2x20 минута „чисте“ игре (за време прекида игре време се не рачуна).
- Играчи у пољу могу играти свим деловима тела осим рукама.